# Searsburg
Searsburg es un pueblo ubicado en el condado de Bennington en el estado estadounidense de Vermont. En el año 2010 tenía una población de 109 habitantes y una densidad poblacional de 1,95 personas por km².

## Geografía
Searsburg se encuentra ubicado en las coordenadas 42°53′22″N 72°57′48″O / 42.88944, -72.96333.

## Demografía
Según la Oficina del Censo en 2000 los ingresos medios por hogar en la localidad eran de $17,500 y los ingresos medios por familia eran $31,667. Los hombres tenían unos ingresos medios de $28,333 frente a los $25,250 para las mujeres. La renta per cápita para la localidad era de $10,472. Alrededor del 17.5% de la población estaba por debajo del umbral de pobreza.